# Paradoxo EPR

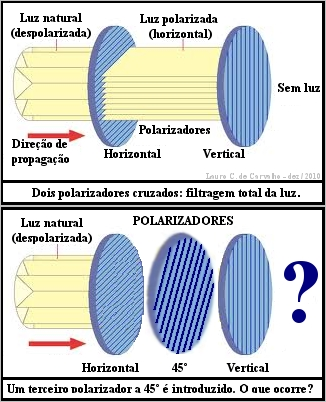
Polarizadores cruzados. No primeiro caso, luz não polarizada é direcionada sobre dois polarizadores com eixos de polarização cruzados. Nenhuma luz atravessa os dois. Inserindo-se um terceiro polarizador com o eixo de polarização a 45º, o que obtém-se? Com certas considerações, esta questão remete ao mesmo problema da realidade adjacente a um estado emaranhado na mecânica quântica. Assumindo-se uma postura realista, não espera-se que luz atravessasse os três polarizadores. Entretanto a experiência fornece resultado contraditório.

Na mecânica quântica, o paradoxo EPR ou Paradoxo de Einstein-Podolsky-Rosen é um experimento mental que questiona a natureza da previsão oriunda da teoria quântica de que o resultado de uma medição realizada em uma parte do sistema quântico pode ter um efeito instantâneo no resultado de uma medição realizada em outra parte, independentemente da distância que separa as duas partes. À primeira vista isto vai contra os princípios da relatividade especial, que estabelece que a informação não pode ser transmitida mais rapidamente que a velocidade da luz.
O EPR surgiu em meio a um contexto histórico onde buscava-se, em vista das predições da mecânica quântica, a compreensão da realidade adjacente a uma partícula descrita por um estado emaranhado. Havia três correntes quanto à questão: a realista, que dava existência real à partícula mesmo quando esta encontra-se descrita pelo estado emaranhado — imediatamente antes da realização de uma medida e do colapso da função de onda, portanto; a ortodoxa, que afirmava não havia uma realidade adjacente ao estado emaranhado, estando a partícula simultaneamente em todos os estados do emaranhamento até o ato da medida — da redução da função de onda — que obrigava a partícula a "decidir-se" por um estado específico, e a agnóstica, que recusava-se a apresentar uma resposta ao impasse.
"EPR" vem das iniciais de Albert Einstein, Boris Podolsky, e Nathan Rosen, os três defensores do ponto de vista realista que apresentaram este experimento mental em um trabalho em 1935 no intuito de demonstrar que a mecânica quântica não é uma teoria física completa, faltando à função de onda que descreve o estado emaranhado o que eles chamaram de "variáveis ocultas" — com as quais seria possível restaurar-se a explicação estritamente realista que defendiam. É algumas vezes denominado como paradoxo EPRB devido a David Bohm, que converteu o experimento mental inicial em algo próximo a um experimento viável.
O EPR é um paradoxo no seguinte sentido: tomando-se a mecânica quântica e a ela adicionando-se uma condição aparentemente razoável — tal como "localidade", "realismo" ou "inteireza" — presentes em outras teorias como a clássica ou relativística, obtém-se uma contradição. Porém, a mecânica quântica por si só não apresenta nenhuma inconsistência interna, tão pouco deixa indícios de como estas poderiam sugerir; também não contradiz a teoria relativística ou mesmo a mecânica clássica; e mais, implica esta última no limite macroscópico — quando tem-se agregados de numerosas partículas.
Como um resultado de desenvolvimentos teóricos e experimentais seguintes ao trabalho original da EPR — a destacar o Teorema de Bell e os resultados experimentais oriundos da investigação deste — demonstrou-se que se a visão realista estivesse correta ela implicaria não apenas a mecânica quântica como uma teoria incompleta mas sim como um teoria completamente incorreta, e por outro lado, se a mecânica quântica estivesse correta, então nenhuma variável oculta seria capaz de salvar a teoria da não-localidade que Einstein considerava tão absurda. Com a posição agnóstica inviabilizada, restava decidir-se pela posição realista ou ortodoxa.
Em vistas dos resultados experimentais oriundos, entre outros, de investigações quanto à desigualdade de Bell, a maioria dos físicos atuais concorda que o paradoxo EPR é decidido a favor de que tanto a mecânica quântica quanto a essência da natureza em si estão além dos limites da Física Clássica e da Relatividade Restrita; e não a favor de que teoria quântica seja uma teoria incompleta, falha ou mesmo incompatível com a descrição da natureza em sua essência mais profunda. Os dados experimentais até o momento decidem a favor da compreensão ortodoxa do estado emaranhado (a chamada interpretação de Copenhagen), portanto. Razoável esforço da comunidade de físicos tem sido despendido desde então no intuito de elaborar-se uma teoria quanto-relativística que possibilite uma descrição mais acurada da natureza do que a fornecida pelas duas teorias quando em suas formas independentes.

## Descrição do paradoxo
O paradoxo EPR apóia-se nos postulados da relatividade e em um fenômeno predito pela mecânica quântica e conhecido como entrelaçamento quântico, que mostra que medições realizadas em partes separadas de um sistema quântico influenciam-se mutuamente. Este efeito é atualmente conhecido como "comportamento não local" (ou, coloquialmente, como "estranheza quântica"). De forma a ilustrar isto, considere a seguinte versão simplificada do experimento mental EPR devido a Bohm.

### Medições em um estado de entrelaçamento
Tem-se uma fonte emissora de pares de elétrons, com um elétron enviado para o destino A, onde existe uma observadora chamada Alice, e outro enviado para o destino B, onde existe um observador chamado Bob. De acordo com a mecânica quântica, podemos arranjar nossa fonte de forma tal que cada par de elétrons emitido ocupe um estado quântico conhecido como spin singleto. Isto pode ser visto como uma superposição quântica de dois estados; sejam eles I e II. No estado I, o elétron A tem spin apontado para cima ao longo do eixo z (+z) e o elétron B tem seu spin apontando para baixo ao longo do mesmo eixo (-z). No estado II, o elétron A tem spin -z e o elétron B, +z. Portanto, é impossível associar qualquer um dos elétrons em um spin singleto, com um estado definido de spin. Os elétrons estão, portanto, no chamado entrelaçamento.
Alice mede neste momento o spin no eixo z. Ela pode obter duas possíveis respostas: +z ou -z. Suponha que ela obteve +z. De acordo com a mecânica quântica, o estado quântico do sistema colapsou para o estado I (diferentes interpretações da mecânica quântica têm diferentes formas de dizer isto, mas o resultado básico é o mesmo). O estado quântico determina a probabilidade das respostas de qualquer medição realizada no sistema. Neste caso, se Bob a seguir medir o spin no eixo z, ele obterá -z com 100% de certeza. Similarmente, se Alice obtiver -z, Bob terá +z.
Não há, certamente, nada de especial quanto à escolha do eixo z. Por exemplo, suponha que Alice e Bob agora decidam medir o spin no eixo x. De acordo com a mecânica quântica, o estado do spin singleto deve estar exprimido igualmente bem como uma superposição dos estados de spin orientados na direção x. Chamemos tais estados de Ia e IIa. No estado Ia, o elétron de Alice tem o spin +x e o de Bob, -x. No estado IIa, o elétron de Alice tem spin -x e o de Bob, +x. Portanto, se Alice mede +x, o sistema colapsa para Ia e Bob obterá -x. Por outro lado, se Alice medir -x, o sistema colapsa para IIa e Bob obterá +x.
Em mecânica quântica, o spin x e o spin z são "observáveis incompatíveis", que significa que há um principio da incerteza de Heisenberg operando entre eles: um estado quântico não pode possuir um valor definido para ambas as variáveis. Suponha que Alice meça o spin z e obtenha +z, com o estado quântico colapsando para o estado I. Agora, ao invés de medir o spin z também, suponha que Bob meça o spin x. De acordo com a mecânica quântica, quando o sistema está no estado I, a medição do spin x de Bob terá uma probabilidade de 50% de produzir +x e 50% de -x. Além disso, é fundamentalmente impossível predizer qual resultado será obtido até o momento que Bob realize a medição.
Incidentalmente, embora tenhamos usado o spin como exemplo, muitos tipos de quantidades físicas — que a mecânica quântica denomina como "observáveis" — podem ser usados para produzir entrelaçamento quântico. O artigo original de EPR usou o momento como observável. Experimentos atuais abordando o contexto de EPR frequentemente usam a polarização de fótons, porque são experiências mais fáceis de se preparar e medir.

### Realidade e integridade
Introduziremos agora dois novos conceitos usados por Einstein, Podolsky e Rosen, que são cruciais em seu ataque à mecânica quântica: (i) os elementos da realidade física e (ii) a integridade de uma teoria física.
Os autores não se referem diretamente ao significado filosófico de um "elemento da realidade física". Ao invés disso, assumem que se o valor de qualquer quantidade física de um sistema pode ser predito com absoluta certeza antes de se realizar uma medição ou, em outras palavras, perturbando-o, então tal valor corresponde a um elemento da realidade física. Note que o oposto não é necessariamente verdadeiro; poderia haver outros caminhos para existir elementos da realidade física, mas isto não afeta o argumento.
A seguir, EPR definiu uma "teoria física completa" como aquela na qual cada elemento da realidade física tem relevância. O objetivo deste artigo era mostrar, usando estas duas definições, que a mecânica quântica não é uma teoria física completa.
Vejamos como estes conceitos se aplicam para o experimento mental acima. Suponha que Alice decida medir o valor do spin no eixo z (chamemo-no de spin z). Depois de Alice realizar sua medição, o spin z do elétron de Bob é definitivamente conhecido, de forma que torna-se um elemento da realidade física. De modo similar, se Alice decide medir o spin no eixo x, o spin x do elétron de Bob torna-se um elemento da realidade física logo após a medição por Alice.
Vimos que um estado quântico não pode possuir um valor definido para ambos eixos, x e z. Se a mecânica quântica é uma teoria física completa no sentido dado acima, os spin x e z não podem ser elementos da mesma realidade ao mesmo tempo. Isto significa que a decisão de Alice — de escolher se faz a medição no eixo x ou z — tem um efeito instantâneo nos elementos da realidade física na localidade de Bob. Contudo, isto viola outro princípio, o da localidade.

### Localidade no experimento EPR
O princípio da localidade estabelece que processos físicos ocorrendo em um determinado lugar não devem ter um efeito imediato em elementos da realidade em outro local. À primeira vista, isto parece ser uma presunção aceitável, já que parece ser uma conseqüência da relatividade especial, que estabelece que a informação nunca pode ser transmitida mais rapidamente que a velocidade da luz sem violar o princípio da causalidade. É uma crença geral que qualquer teoria que viole o princípio da causalidade deve possuir uma inconsistência interna.
Ou seja, a mecânica quântica viola o princípio da localidade, mas não o princípio da causalidade. A causalidade é preservada porque não há forma de Alice transmitir mensagens (isto é, informação) a Bob pela interferência na escolha do eixo. Qualquer que seja o eixo que ela use, a probabilidade é de 50% de se obter "+" e 50% de se obter "-", de forma completamente aleatória; de acordo com a mecânica quântica, é fundamentalmente impossível para ela influenciar o resultado que ela obterá. Além disso, Bob é somente capaz de realizar sua medição uma única vez: há uma propriedade fundamental da mecânica quântica, conhecida como o "teorema anticlonagem", que torna impossível a Bob fazer um milhão de cópias do elétron por ele recebido, realizar uma medição de spin em cada elétron, e estudar a distribuição estatística dos resultados. Portanto, na única medição que lhe é permitido fazer, há uma probabilidade de 50% de obter "+" e 50% de "-", independente se o eixo escolhido está alinhado de acordo com o de Alice.
Porém, o princípio da localidade apóia-se muito na intuição, e Einstein, Podolsky e Rosen não puderam abandoná-la. Einstein brincou, dizendo que as predições na mecânica quântica eram "estranhas ações a distância". A conclusão que eles esboçaram era a de que a mecânica quântica não é uma teoria completa.
Deve-se notar que a palavra localidade tem vários significados na Física. Por exemplo, na teoria quântica de campos, "localidade" significa que os campos quânticos em diferentes pontos no espaço não interagem entre si. Porém, teorias de campo quântico que são "locais" neste sentido violam o princípio da localidade como definido por EPR.

## Resolvendo o paradoxo

### Variáveis ocultas
Há vários possíveis caminhos para se resolver o paradoxo EPR. Um deles, sugerido por EPR, é que a mecânica quântica, a despeito do seu sucesso em uma ampla variedade de contextos experimentais, é ainda uma teoria incompleta. Em outras palavras, há ainda uma teoria natural a ser desvendada, à qual a mecânica quântica age no papel de uma aproximação estatística (uma excelente aproximação, sem dúvida). Diferente da mecânica quântica, esta teoria mais completa conteria variáveis correspondentes a todos os "elementos da realidade". Deve haver algum mecanismo desconhecido atuando nestas variáveis de modo a ocasionar os efeitos observados de "não-comutação dos observáveis quânticos", isto é, o princípio da incerteza de Heisenberg. Tal teoria é conhecida como teoria das variáveis ocultas.
Para ilustrar esta ideia, podemos formular uma teoria de variável oculta bem simples para o experimento mental anterior. Supõe-se que o estado do spin singleto emitido pela fonte é na verdade uma descrição aproximada do "verdadeiro" estado físico, com valores definidos para o spin z e o spin x. Neste estado "verdadeiro", o elétron que vai para Bob sempre tem valor de spin oposto ao do elétron que vai para Alice, mas, por outro lado, os valores são completamente aleatórios. Por exemplo, o primeiro par emitido pela fonte poderia ser "(+z, -x) para Alice e (-z, +x) para Bob", o próximo par "(-z, -x) para Alice e (+z, +x) para Bob", e assim por diante. Dessa forma, se o eixo de medição de Bob estiver alinhado com o de Alice, ele necessariamente obterá sempre o oposto daquilo que Alice obtiver; por outro lado, ele terá "+" e "-" com a mesma probabilidade.
Assumindo que restrinjamo-nos a medir nos eixos z e x, a teoria de variáveis ocultas é experimentalmente indistinguível da mecânica quântica. Na realidade, certamente, há um (incontável) número de eixos nos quais Alice e Bob podem realizar suas medições, de forma que haverá infinito número de variáveis ocultas independentes! Contudo, isto não é um problema sério; apenas formulamos uma teoria de variáveis ocultas muito simplista; uma teoria mais sofisticada poderia "consertá-la". Ou seja, ainda há um grande desafio por vir à ideia de variáveis ocultas.

### Desigualdade de Bell
Em 1964, John Bell mostrou que as predições da mecânica quântica no experimento mental de EPR são sempre ligeiramente diferentes das predições de uma grande parte das teorias de variáveis ocultas. Grosseiramente falando, a mecânica quântica prediz uma correlação estatística ligeiramente mais forte entre os resultados obtidos em diferentes eixos do que o obtido pelas teorias de variáveis ocultas. Estas diferenças, expressas através de relações de desigualdades conhecidas como "desigualdades de Bell", são em princípio detectáveis experimentalmente. Para uma análise mais detalhada deste estudo, veja teorema de Bell.
Depois da publicação do trabalho de Bell, inúmeros experimentos foram idealizados para testar as desigualdades de Bell (como mencionado acima, estes experimentos geralmente baseiam-se na medição da polarização de fótons). Todos os experimentos feitos até hoje encontraram comportamento similar às predições obtidas da mecânica quântica padrão.
Porém, este campo ainda não está completamente definido. Antes de mais nada, o teorema de Bell não se aplica a todas as possíveis teorias "realistas". É possível construir uma teoria que escape de suas implicações e que são, portanto, indistinguíveis da mecânica quântica; porém, estas teorias são geralmente não-locais — parecem violar a causalidade e as regras da relatividade especial. Alguns estudiosos neste campo têm tentado formular teorias de variáveis ocultas que exploram brechas nos experimentos atuais, tais como brechas nas hipóteses feitas para a interpretação dos dados experimentais. Todavia, ninguém ainda conseguiu formular uma teoria realista localmente que possa reproduzir todos os resultados da mecânica quântica.

### Implicações para a mecânica quântica
A maioria dos físicos atualmente acredita que a mecânica quântica é correta, e que o paradoxo EPR é somente um "paradoxo" porque a intuição clássica não corresponde à realidade física. Várias conclusões diferentes podem ser esboçadas a partir desta, dependendo de qual interpretação de mecânica quântica se use. Na velha interpretação de Copenhague, conclui-se que o principio da localidade não se aplica e que realmente ocorrem colapsos da função de onda. Na interpretação de muitos mundos, a localidade é preservada, e os efeitos da medição surgem da separação dos observadores em diferentes "históricos".
O paradoxo EPR aprofundou a nossa compreensão da mecânica quântica pela exposição de características não-clássicas do processo de medição. Antes da publicação do paradoxo EPR, uma medição era freqüentemente visualizada como uma perturbação física que afetava diretamente o sistema sob medição. Por exemplo, quando se media a posição de um elétron, imaginava-se o disparo de uma luz nele, que afetava o elétron e que produzia incertezas quanto a sua posição. Tais explicações, que ainda são encontradas em explicações populares de mecânica quântica, foram revisadas pelo paradoxo EPR, o qual mostra que uma "medição" pode ser realizada em uma partícula sem perturbá-la diretamente, pela realização da medição em uma partícula entrelaçada distante.
Tecnologias baseadas no entrelaçamento quântico estão atualmente em desenvolvimento. Na criptografia quântica, partículas entrelaçadas são usadas para transmitir sinais que não podem ser vazados sem deixar traços. Na computação quântica, partículas entrelaçadas são usadas para realizar cálculos em paralelo em computadores, o que permite que certos cálculos sejam realizados mais rapidamente do que um computador clássico jamais poderia fazer.